# Arremon semitorquatus
El cerquero semiacollarado o saltón medio acollarado (Arremon semitorquatus) es una especie de ave paseriforme de la familia Passerellidae endémica de Brasil.

## Distribución y hábitat
Se encuentra únicamente en el sureste de Brasil. Su hábitat natural son los bosques húmedos tropicales de tierras bajas, aunque también vive en bosques degradados.